# Maidstone United FC
A Maidstone United Football Club, egy 1992-ben alapított angol labdarúgócsapat, melynek székhelye Maidstone városában található.

## Története
1992-ben Maidstone első számú csapatának megszűnése után a város ifjúsági csapata vált a város felnőtt egyesületévé és 1993-tól a Kent County Football League bajnokságaiban szerepelt Maidstone Invicta néven. 1995-ben vették fel ma is használatos nevüket.
A 2012–2013-as szezonban megnyerték az  Isthmian League Division One South bajnokságát, egy évvel később a Premier Division-ban is az első helyen végeztek, végül hatodosztály küzdelmeit megnyerve három éven belül három szintet előre lépve 2016-ban jutottak fel az ötödosztályba, ahol azóta is szerepelnek.

## Sikerlista
- National League South

Rájátszás győztes (1): 2015–16
- Isthmian League

Premier Division
Győztes (1): 2014–15
Division One South
Győztes (1): 2006–07
Rájátszás győztes (1): 2012–13
Második (1): 2012–13
Isthmian Ligakupa
Győztes (1) : 2013–14
Isthmian Szuperkupa
Győztes (1): 2015–16
- Kent County Football League

Premier Division
Győztes (2): 2001–02, 2005–06
Második (1): 2002–03
Division One
Győztes (1): 1998–99
Division Two
Győztes (1): 1994–95
Division Four
Győztes (1): 1993–94
Premier Division Cup
Győztes (2) : 2001–02, 2005–06
Challenge/Charity Shield
Győztes (2) : 2002–03, 2003–04
Második (1): 2006–07

### Egyéb
- Kent Senior Cup

Győztes (1): 2017–18
- Kent Senior Trophy

Győztes (1): 2002–03
- Weald of Kent Charity Cup

Győztes (2): 1999–00, 2000–01
- Kent Junior Cup

Győztes (1): 1994–95
- Tunbridge Wells Charity Cup

Győztes (1): 1993–94

## Játékoskeret
2019. március 9-től
| #  |     | Poszt | Név                                                 |
| -- | --- | ----- | --------------------------------------------------- |
| 1  | ENG | K     | Dion-Curtis Henry (kölcsönben a Crystal Palace-tól) |
| 2  | SCO | V     | Dan Meredith (kölcsönben a West Bromwich Albiontól) |
| 3  | SCO | V     | George McLennan                                     |
| 5  | ENG | V     | Will de Havilland ()                                |
| 6  | WAL | V     | Aron Davies (kölcsönben a Fulhamtől)                |
| 7  | IRL | KP    | Leo Donnellan                                       |
| 8  | ENG | KP    | Jack Powell                                         |
| 9  | ENG | CS    | Elliott Romain                                      |
| 10 | ENG | KP    | Jack Paxman                                         |
| 11 | ENG | CS    | Blair Turgott                                       |
| 12 | ENG | K     | Josh Strizovic                                      |
| 14 | ENG | CS    | Justin Amaluzor                                     |

| #  |     | Poszt | Név                                              |
| -- | --- | ----- | ------------------------------------------------ |
| 16 | ENG | V     | Dan Wishart                                      |
| 18 | WAL | CS    | Jake Cassidy (kölcsönben a Hartlepool Unitedtől) |
| 20 | ENG | KP    | Simon Walton                                     |
| 21 | ENG | KP    | Ollie Muldoon                                    |
| 22 | ENG | KP    | Michael Phillips                                 |
| 23 | ENG | CS    | Jack Richards                                    |
| 24 | ENG | KP    | Josh Taylor (kölcsönben a Sutton Unitedtől)      |
| 25 | ENG | V     | Rob Swaine                                       |
| 26 | ENG | K     | Chris Lewington                                  |
| 27 | IRL | V     | Shaun Donnellan                                  |
| 30 | ENG | V     | Jarvis Edobor (kölcsönben a Brentfordtól)        |
| 33 | ENG | CS    | Jake Embery                                      |

### Kölcsönben lévő vagy kettős nyilvántartásban[1]szereplő játékosok
| #  |     | Poszt | Név                                                  |
| -- | --- | ----- | ---------------------------------------------------- |
| 4  | ENG | KP    | Jordan Wynter (kölcsönben a Dartford-nál)            |
| 7  | ENG | CS    | Andre Coker (kölcsönben a Dartford-nál)              |
| 18 | ENG | KP    | Jordy Robins (kettős nyilvántartásban a Margate-tel) |

## Külső hivatkozások
- Hivatalos honlap

## Fordítás
- Ez a szócikk részben vagy egészben  a   Maidstone United F.C. című angol Wikipédia-szócikk fordításán alapul.  Az eredeti cikk szerkesztőit annak laptörténete sorolja fel. Ez a jelzés csupán a megfogalmazás eredetét és a szerzői jogokat jelzi, nem szolgál a cikkben szereplő információk forrásmegjelöléseként.